# Bekais
Bekais (Eigenbezeichnung: Welaun, portugiesisch Becais, auch Wekais) ist eine malayo-polynesische Sprache im zentralen Timor.

## Status und Geschichte

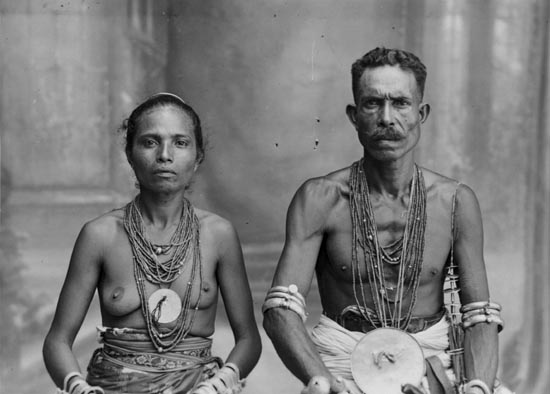
Bekais aus Balibo in den 1930er-Jahren

Bekais ist eine der 15 in der Verfassung anerkannten Nationalsprachen Osttimors. Erst jüngste Forschungsergebnisse haben Bekais als eigene Sprache identifiziert, auch wenn sie heutzutage großteils durch das Tetum assimiliert ist. In der Vergangenheit wurde Bekais vermutlich an der Küste zwischen den Sprachgebieten des Tokodede und Baikeno gesprochen. Nach dem 16. Jahrhundert wurde die Sprache nach und nach durch den Dialekt des Tetum aus dem Königreich Wehale zurückgedrängt, der sich vom Süden her ausbreitete.

## Verbreitung

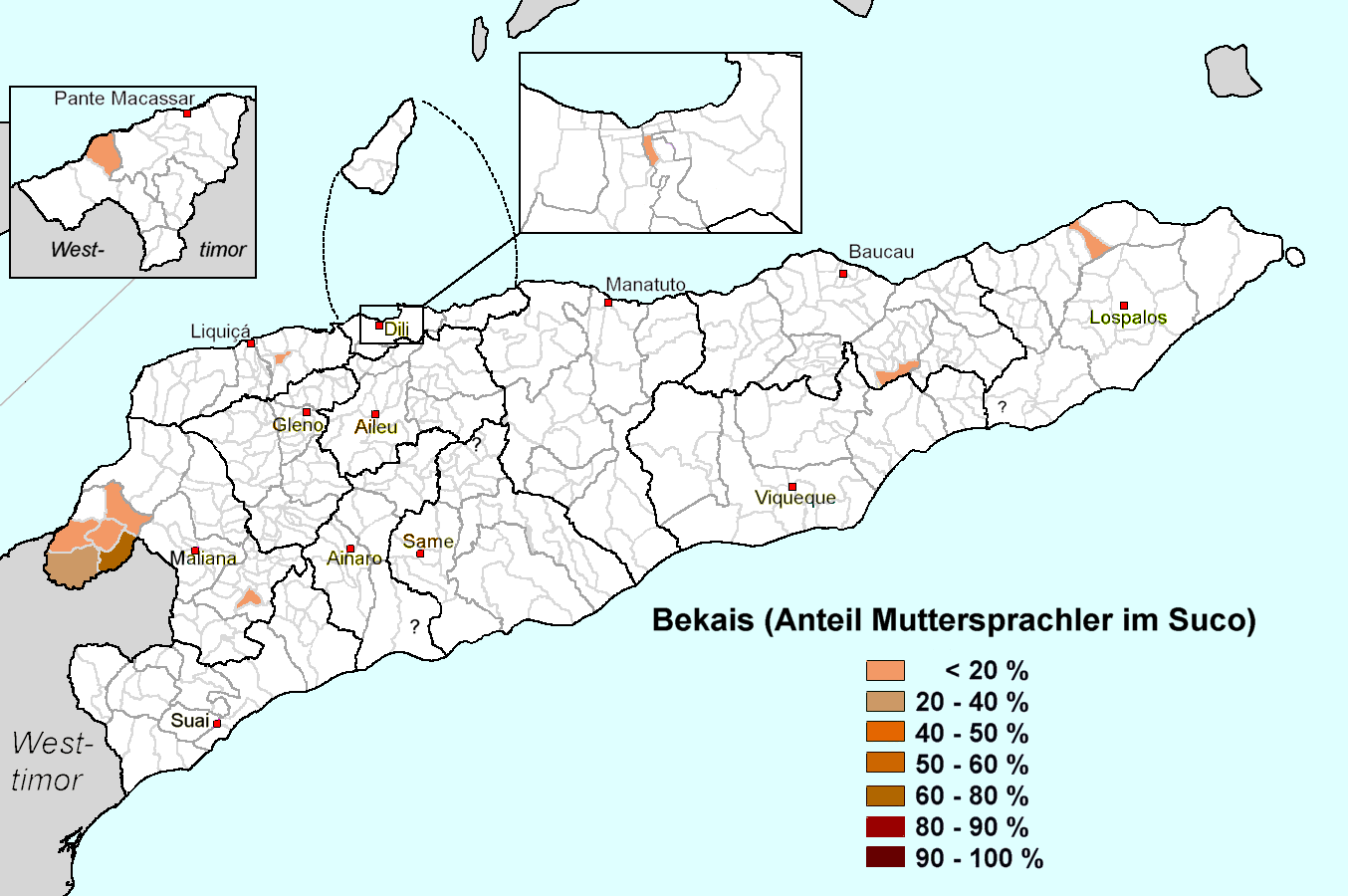
Anteil von Bekais-Muttersprachlern in den Sucos Osttimors.

Bekais wird im südlichen Teil des osttimoresischen Verwaltungsamts Balibo, in den Sucos Cowa, Balibo Vila, Batugade, Leolima und Leohito, und im benachbarten Grenzgebiet des indonesischen Westtimor gesprochen. Zentrum des Verbreitungsgebietes der Sprache ist heute Leohito. Im Jahr 2015 sprachen 4.075 Menschen in Osttimor Bekais als ihre Muttersprache.

## Vokabular
| 1  | isa    |
| 2  | rua    |
| 3  | tolu   |
| 4  | hoat   |
| 5  | lima   |
| 6  | inan   |
| 7  | hitu   |
| 8  | ualu   |
| 9  | siwi   |
| 10 | sakulu |

## Belege
- The Languages of East Timor: Some Basic Facts (Memento vom 20. Juli 2008 im Internet Archive)